# Thatcheria
Thatcheria é um gênero de moluscos gastrópodes pertencentes à família Raphitomidae (antes classificados entre os Turridae, ou Thatcheriidae). Foi nomeado em 1877, por George French Angas, no texto "Descriptions of a new genus of gasteropodous Mollusca from Japan, and of a new species of Bullia from Kurachi" (publicado no Proceedings of the Zoological Society of London; páginas 529–530), após a descoberta da espécie Thatcheria mirabilis, por Charles Thatcher, em águas do Japão; habitando o oeste do oceano Pacífico. Outras três espécies deste gênero são extintas e apenas coletadas como fósseis: Thatcheria waitaraensis (Marwick, 1926), Thatcheria liratula Powell, 1942 e Thatcheria pagodula (Powell, 1942).

## Espécies
- Thatcheria janae Lorenz & Stahlschmidt, 2019
- †Thatcheria liratula (Powell, 1942)
- Thatcheria mirabilis Angas, 1877[4]
- †Thatcheria pagodula (Powell, 1942)
- †Thatcheria waitaraensis (Marwick, 1926)